# Nasuty
Nasuty (deutsch Nossuten) ist ein Dorf in der polnischen Woiwodschaft Ermland-Masuren, der zur Stadt- und Landgemeinde Gołdap (Goldap) im Kreis Gołdap gehört.

## Geographische Lage
Nasuty liegt im Nordosten der Woiwodschaft Ermland-Masuren am Westrand der Seesker Höhe (polnisch: Wzgórza Szeskie). Die Kreisstadt Gołdap (Goldap) liegt 12 Kilometer in nördlicher Richtung.

## Geschichte
Nosutten (nach 1785) bzw. Nossuten (bis 1945) war ehemals ein Vorwerk zu Kowalken (1938 bis 1945 Beierswalde, polnisch: Kowalki) und mit der Geschichte dieses Ortes aufs Engste verbunden. Am 30. September 1928 wurde es in die Landgemeinde Friedrichswalde (polnisch: Cicholaski, nicht mehr existent) eingegliedert und kam 1945 in Kriegsfolge mit dem südlichen Ostpreußen zu Polen.
Unter der polnischen Namensform „Nasuty“ wurde der Ort verselbständigt und ist heute Sitz eines Schulzenamtes (polnisch: Sołectwo) und eine Ortschaft im Verbund der Stadt- und Landgemeinde Gołdap im Powiat Gołdapski, bis 1998 der Woiwodschaft Suwałki, seither der Woiwodschaft Ermland-Masuren zugehörig.

## Religion
Bis 1945 war die überwiegende Mehrheit der Bevölkerung Nossutens evangelischer Konfession, und der Ort war in das Kirchspiel der Kirche zu Grabowen (1938 bis 1945: Arnswald, polnisch: Grabowo) im Kirchenkreis Goldap in der Kirchenprovinz Ostpreußen der Kirche der Altpreußischen Union eingepfarrt. Die wenigen katholischen Kirchenglieder waren der Pfarrei in Goldap, damals im Bistum Ermland, zugehörig.
Die heute mehrheitlich katholische Einwohnerschaft Nasutys gehört jetzt zur neu errichteten Pfarrgemeinde Grabowo innerhalb des Dekanats Gołdap im Bistum Ełk (Lyck) der Katholischen Kirche in Polen. Hier lebende evangelische Kirchenglieder gehören zur Kirchengemeinde in Gołdap, einer Filialgemeinde der Pfarrei Suwałki in der Diözese Masuren der Evangelisch-Augsburgischen Kirche in Polen.

## Verkehr
Nasuty liegt an einer Nebenstraße, die Grabowo (Grabowen, 1938 bis 1945 Arnswald) an der Woiwodschaftsstraße DW 650 (ehemalige deutsche Reichsstraße 136) und Pogorzel (Pogorzellen, 1906 bis 1945 Hegelingen) an der Landesstraße DK 65 (Reichsstraße 132) verbindet.
In Nasuty endet eine Nebenstraße, die aus südlicher Richtung von Wężewo (Wensöwen, 1938 bis 1945 Eibenau) nach hier führt.